# Ponte Vedra Challenger 1994
Il Ponte Vedra Challenger 1994 è stato un torneo di tennis facente parte della categoria ATP Challenger Series nell'ambito dell'ATP Challenger Series 1994. Il torneo si è giocato a Ponte Vedra negli Stati Uniti dal 17 al 23 ottobre 1994 su campi in cemento.

## Vincitori

### Singolare
Vince Spadea ha battuto in finale  Kevin Ullyett con il punteggio di 6–3, 6–4

### Doppio
Paul Annacone /  Kelly Jones hanno battuto in finale  Ross Matheson /  Dick Norman con il punteggio di 6–7, 6–4, 6–3